# Estadio Doroteo Guamuch Flores
Das Estadio Doroteo Guamuch Flores ist ein Fußballstadion mit Leichtathletikanlage in der guatemakenischen Hauptstadt Guatemala-Stadt. Es bietet Platz für 26.000 Zuschauer und ist die Heimspielstätte des CSD Municipal.

## Geschichte
Das Estadio Doroteo Guamuch Flores wurde in den Jahren 1948 bis 1950 erbaut und am 18. August 1950 im Zuge der 6. Spiele Zentralamerikas und der Karibik eröffnet, bei denen Doroteo „Mateo“ Guamuch Flores, ein Langstreckenläufer aus Guatemala, den Halbmarathon gewann. Zunächst hieß das Stadion Estadio Olímpico. Doch als Flores 1952 auch noch den Boston Marathon gewann, wurde das Estadio Olimpico auf Anordnung der guatemaltekischen Regierung in Estadio Mateo Flores umbenannt. Im Jahre 1965 wurde im Estadio Doroteo Guamuch Flores der CONCACAF Nations Cup, der Vorgängerwettbewerb des Gold Cups, ausgetragen. Dabei fanden alle Spiele des Wettbewerbs in diesem Stadion statt. 1973 veranstaltete Guatemala die ersten Zentralamerikanischen Jugendspiele statt, wobei auch hier alle Spiele im Estadio Doroteo Guamuch Flores stattfanden. In diesem Stadion fanden auch noch drei weitere Ausgaben dieses Wettbewerbs (1986 und 2001) statt. Auch ist im Estadio Doroteo Guamuch Flores jährlich die Zieleinfahrt der Guatemala-Radrundfahrt, des größten Radsportwettbewerbes Zentralamerikas.
Am 16. Oktober 1996 starben kurz vor Beginn des Qualifikationsspiels zum Weltmeisterschaft 1998 gegen Costa Rica mindestens 83 Menschen bei einer Massenpanik. Zuvor hatte der Verkauf von gefälschten Tickets dafür gesorgt, dass das Stadion stark überfüllt war. Außerdem gab es im Stadion kaum Möglichkeiten, diese Katastrophe zu verhindern. Der Präsident von Guatemala, Álvaro Arzú Irigoyen, beschloss sofort, dass Guatemala sich aus der Qualifikation zur Weltmeisterschaft zurückziehen würde. Die FIFA verbot als Folge dieses Ereignisses die weitere Nutzung des Estadio Doroteo Guamuch Flores für Länderspiele, ehe die Sicherheitsprobleme gelöst waren. Mittlerweile dürfen wieder Länderkämpfe hier ausgetragen werden, obwohl das Stadion noch immer nicht hundertprozentig sicher ist. Es gilt auch heute noch als anfällig für das Auftreten von Notsituationen bei Spielen mit hohen Besucherzahlen.
Im Estadio Doroteo Guamuch Flores trägt seit 1950 der Verein CSD Municipal seine Heimspiele aus. Municipal wurde bisher 25 Mal Meister von Guatemala und gewann den nationalen Pokal acht Mal. Seinen größten Erfolg feierte der Verein 1974 mit dem Gewinn des CONCACAF Champions’ Cup im Finale gegen SV Transvaal aus Suriname. 1995 gelang erneut der Finaleinzug, doch diesmal behielt Deportivo Saprissa aus Costa Rica die Oberhand.
Ebenfalls fanden im Estadio Doroteo Guamuch Flores schon zahlreiche Konzerte statt. So spielten hier unter anderem schon Metallica, The Black Eyed Peas, Carlos Santana, Ricky Martin, Guns N’ Roses, The Rasmus, Daddy Yankee und Bon Jovi.